# Сент Омер
Вижте пояснителната страница за други значения на Сент Омер.
Сент Омѐр (на френски: Saint-Omer) е град в Северна Франция, департамент Па дьо Кале на регион О дьо Франс. Намира се на 30 km южно от Дюнкерк и пролива Ла Манш. Населението му е около 15 000 души (2006).

## Известни личности
Родени в Сент Омер
- Иполит Карно (1801-1888), политик

Починали в Сент Омер
- Балдуин I Желязната ръка (?-879), граф на Фландрия